# Radek Nečas
Radek Nečas (Brno, 18 luglio 1980) è un ex cestista ceco.
Alto 204 cm, giocava come ala.

## Carriera
Nel 2007 è stato convocato per gli Europei in Spagna con la maglia della nazionale della Repubblica Ceca.

## Palmarès
- Campionato ceco: 8

ČEZ Nymburk: 2003-04, 2004-05, 2007-08, 2008-09, 2009-10, 2010-11, 2011-12, 2012-13
- Coppa della Repubblica Ceca: 10

Mlékárna Kunín: 2002
ČEZ Nymburk: 2004, 2005, 2008, 2009, 2010, 2011, 2012, 2013
Prostějov: 2015